# Moosehead Lake
Der Moosehead Lake ist der größte See in Maine, dem nordöstlichsten Bundesstaat der Vereinigten Staaten.
Er befindet sich in den Longfellow Mountains der Maine Highlands Region. Im See entspringt der Kennebec; von den mehr als 80 Inseln ist Sugar Island die größte vor Deer Island, das gleichfalls im Süden des Sees liegt, und Farm Island im Nordteil des Sees.
Am See befinden sich mehrere Siedlungen, wie Greenville im Süden, Moosehead in der südlichen Mitte gegenüber von Deer Island und Rockwood im Nordwesten. Im Nordosten befinden sich Seboomook und North East Carry, die nur über den See zu erreichen sind. Nur am Südwestufer des Sees befindet sich eine öffentliche Straße zwischen Greenville, Moosehead und Rockwood. Am Südostufer befindet sich eine Privatstraße zwischen Greenville und der Lily Bay gegenüber von Sugar Island.

## Geschichte
Nach der letzten Eiszeit, die in Nordamerika als Wisconsin glaciation bezeichnet wird, entstanden in der Region Mooslake über 1200 Seen und Tümpel; die Seen in der Region weisen heute eine Gesamtfläche von 963 km² auf und stellen damit ein Viertel der gesamten Wasserfläche im Bundesstaat.
Schon in voreuropäischer Zeit, als Paläoindianer die Region bewohnten, zog der etwa 200 m hohe Mount Kineo Jäger und Sammler an, die hier Feuerstein oder Hornfels suchten, der hier auch hornstone genannt wird. Kineo ist eine Bezeichnung der Maliseet für Flint oder Feuerstein. Sowohl diese frühen sogenannten Red Paint People (weil sie für ihre Begräbnisse häufig roten Ocker benutzten), die ab 4000 v. Chr. nachweisbar sind, als auch später Penobscot und Norridgewock suchten hier nach dem wertvollen Rohstoff in einer Zeit, als Eisen zur Herstellung von Werkzeugen nicht zur Verfügung stand. Um 1000 kamen Algonkingruppen in die Region. Indianer, die nicht am See lebten, aber hier nach Feuerstein gruben.
Um 1800 kam Chief (Häuptling) Louis Annance vom St. Francis tribe of Abenakis in das Gebiet des späteren Greenville. Andere Stämme waren Norridgewock, Abenaki, Delaware, Mohawk und andere Irokesen. Sie gerieten immer wieder miteinander in Konflikte um Jagdrechte, besonders als europäische Waffen in die Region kamen und die Stämme zunehmend von der Biberjagd abhängig wurden, deren Pelze sie gegen Waren der Kolonialmächte eintauschten.

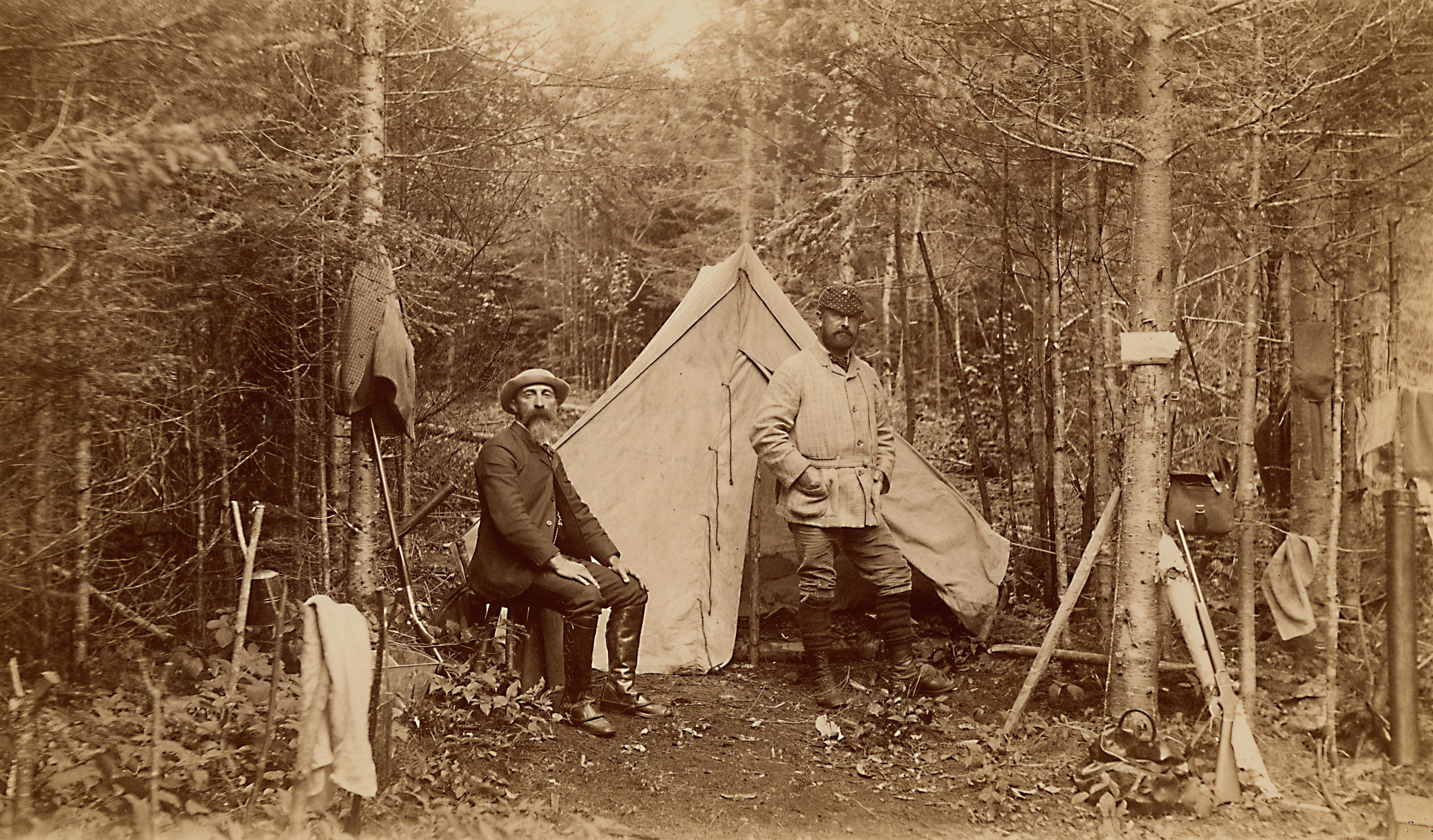
Jäger in Camp Russell, nordöstlich des Moosehead Lake, 1888

Europäische Jäger machten bald den dort lebenden Stämmen, aber auch den irokesischen Mohawk Konkurrenz, die sie zugleich mit Waffen belieferten. 1764 kamen Landvermesser aus Massachusetts, zu dem Maine noch lange gehörte, in das seenreiche Gebiet. Auf Township 9, Range 10 North of the Waldo Patent entstand als erste nichtindigene Siedlung Greenville. Der südliche Teil ging an Thornton Academy in Saco, der nördliche an Saco Free Bridge. Den 11.000 Acre großen Südteil erwarb 1824 Nathaniel Haskell aus Westbrook. Er warb erfolgreich Siedler an, zu denen Isaac Sawyer, Edmund Scammon, Oliver Young, William Cummings, Enoch Shaw, Ichabod Tufts und Charles Meservey zählten. Der erste dort geborene Junge war Alpheys D. Tufts, Sohn von Ichabod Tufts, das erste Mädchen Bethiah Shaw, Tochter von Enoch Shaw.
1831 wurde das Gebiet als Haskell Plantation organisiert, 1835 inkorporiert – die Siedler wählten also einen Stellvertreter. Die Siedlung hieß zunächst Cuba, wenig später wurde sie in New Saco umbenannt, schließlich hieß sie Greenville. Zunächst gehörte die Siedlung zum County Somerset, doch als der Piscataquis County 1838 gegründet wurde, gehörte Greenville zum neuen County, zu dem es bis heute gehört. Doch diese erste Siedlung befand sich am Wilson Pond, nicht dort, wo sie sich heute befindet, nämlich am See. Dort hatten 1824 Nathaniel Haskell und Oliver Young 10 Acre Bäume abgesägt, Haskells Schwiegersohn John Smith entwaldeten weitere 6 Acre, dann entstand 1825 eine erste Straße zum Moosehead Lake.
1827 brachte Haskell Deborah Walden, seine inzwischen verwitwete Tochter und ihre drei Kinder dazu, zu ihm zu ziehen. Sie heiratete später Oliver Young und starb 1880. Der Ausbau der Siedlung ging langsam vonstatten, die Indianer waren offenbar freundlich. Zu den vorhandenen Sägemühlen kamen weitere hinzu. Als es 1836 zur Inkorporation kam, wurde dort, wo heute der Ort steht, erstmals gebaut.
Henry Gower baute ein Haus mit Blick auf den Moosehead Lake, dazu ein zweistöckiges Hotel, das er Seboomook House nannte; 1845 eröffnete er den ersten Laden, der Landspekulanten, Holzfäller und Besucher versorgte. 1846 bestand neben den beiden Häusern und dem Laden eine Schmiede und eine Schule. Mit einem Dampfboot wurden ab 1846 die Baumstämme der Holzfäller gezogen. Das Dampfboot Katahdin bedient noch heute den Verkehr auf dem See. 1846 wurde das Eveleth House gebaut, das zweite Hotel. Der Philosoph und Schriftsteller Henry David Thoreau begeisterte sich für die Schönheit der Region.
Während dieser Zeit veränderte die Holzindustrie schon seit langem die Landschaft in Maine. Dort begann bereits 1631 am Saco und am Piscataqua eine kommerzielle Holzverwertung. Neben den Holzfällern etablierten sich Flößer, die die Stämme übernahmen und transportierten. Die langen Winter nutzte man, um die Stämme über das Eis zu transportieren. Bereits Mitte des 19. Jahrhunderts konnte von Urwäldern keine Rede mehr sein.
James Withee war der erste „settled minister“, er betätigte sich also als Bauer und als Priester, doch erst 1858 entstand ein erstes Gemeindehaus, nachdem man sich zuvor in wechselnden Privathäusern getroffen hatte, das Greenville Union Meeting House. 1868 erreichte der presbyterianische Laienpriester James Cameron die Gründung einer Union Church (heute: Union Evangelical Church, United Church of Christ). Auch Methodisten warben zwischen Howland und Moosehead Lake, doch erschienen sie nur gelegentlich in Greenville. Methodistenversammlungen begannen erst mit Elijah Young; eine kleine Kirche entstand.
Im Sezessionskrieg kämpften 47 Männer aus der Region, 1869 erreichte die Bangor and Piscataquis Railroad, später Bangor and Aroostook Railroad Richtung Greenville, doch kam es zu langen Verzögerungen. 1871 erreichte sie Guilford, Abbot 1875, Blanchard 1877. Doch erst im Juli 1884 erreichte die Bahn Greenville Junction. 1888 erreichte auch die Canadian Pacific Railroad Greenville.
1899 entstand die People’s United Methodist Church, die am 9. Dezember 1900 geweiht wurde. Ronald W. Walden, später Priester in Bangor, war hier während der 1970er Jahre tätig. Er war ein Nachkomme der ersten Siedlerin Deborah Walden.
Shirley entstand mit der Korporation im Jahr 1834. Der Ort erhielt seinen Namen von J. Kelly, einem Angehörigen der Maine Legislature, des Parlaments. Er benannte ihn nach seinem Heimatort, der Name Somerset wurde abgelehnt.
Shirley war ursprünglich ein Teil der „Million Acres“ des Bingham Kennebec Handels. Am Kennebec erwarben 1791 William Bingham und Henry Knox ein weitläufiges Gebiet. Im Laufe der Zeit wurde das Land aufgeteilt und verkauft, so dass heute 43 townships bestehen. Um Shirley befindet sich das Quellgebiet des Piscataquis, am Shirley Pond entstanden Mühlen. Die erste Siedlung entstand 1825, als Joseph Mitchell, Eben und David Marble sich östlich des heutigen Shirley ansiedelten. Dort, wo sich heute Shirley befindet, erwarben Shaw und Jabez True 1829 Land, 1832 kamen Siedler aus Polen. Das örtliche Postamt hieß zunächst True’s Mills, doch erhielt es 1834 den Namen Shirley. Zum Zeitpunkt der Inkorporation waren 25 Wahlberechtigte vor Ort. 1848 kam die Westhälfte von Wilson township zu Shirley. Die Township Wilson entstand 1838 und hieß zunächst Savages’s Mill.
Plum Creek Timber, eine Gesellschaft aus Seattle, der größte private Landeigentümer der USA, trat im April 2005 mit einem Bebauungsvorhaben an die Öffentlichkeit, das den Bau von 975 Häusern, zwei Resorts, einen Golfplatz, Bootsanlegeplätze, Campingplätze und über 100 Miethütten vorsah. Trotz Widerstands der Bewohner akzeptierte das Maine Land Use Regulatory Committee das Vorhaben. Um Tatsachen zu schaffen, wurde in einigen Gebieten mit dem Baumfällen begonnen.
Rockwood und Mt. Kineo, die sich an den Seeengen des Moosehead Lake liegen, waren früh aufgesucht worden, um Flint zu gewinnen. Rockwood hieß ursprünglich Birch Point und war ein häufig aufgesuchter Lagerplatz. Dort befindet sich heute das Rockwood Post Office, ein Laden und einige weitere Häuser. Zwar erreichte die Eisenbahn um 1900 Rockwood, doch erst Jahrzehnte später verband eine Straße Greenville und Rockwood. Rockwood wurde wohl von Siedlern aus Nova Scotia vor dem Sezessionskrieg gegründet Die Somerset Railroad (Vorgängerin der Maine Central Railroad) baute eine Verbindung zur Kineo Station am Birch Point. Der Name Rockwood geht wohl auf Hiram Rockwood Page zurück, der 1909 entschied, dass Kineo Station auch ein Postamt braucht – das er nach sich selbst benannte. Um 1900 bestanden dort zwei Läden und eine Reihe von Wohnhäusern. Die Rockwood Community Church, meist nur Log Chapel genannt, entstand in den 1940er Jahren. Sie wird heute nur noch saisonal von der Union Evangelical Church (United Church of Christ) versorgt. Die Katholiken erbauten eine Missionskirche an der Brücke über den Moose River; anfangs kam ein bis zweimal im Jahr ein Priester von Jackman zu Fuß nach Rockwood, was einem 50 km langen Wanderpfad durch Urwald entsprach. Später kamen Priester von der Holy Family Catholic Church in Greenville.
Der arme Boden ließ Landarbeit kaum zu. Daher wandten sich viele der Holzfällerei zu oder führten Touristen und Jäger, zumal Mt. Kineo kaum einen Kilometer über den Moosehead Lake von Rockwood entfernt war.
Das erste Gebäude auf der Kineo peninsula war eine 1844 erbaute Taverne, die William und Henry Hildreth aus Greenville führten. Am 4. Juli 1846 absolvierte die Amphitrite, ihre Jungfernfahrt auf dem See und hielt in Kineo. Mit dem Kineo House entstand ein erstes Hotel, das jedoch 1856 zu einer Fishing lodge umgebaut wurde. Das ursprüngliche Hotel brannte nieder, doch 1870 entstand ein neues. Doch auch dieses brannte 1882 ab, um sofort wieder aufgebaut zu werden. Das inzwischen ausgebaute Mt. Kineo House konnte 1911 über 500 Gäste beherbergen. Dieser Boom brach mit dem Rückgang des Eisenbahnverkehrs und der zunehmenden Nutzung des Autos zusammen. Die Maine Central Railroad legte die Strecke nach Kineo 1933 still und das Hotel wurde 1938 verkauft. Beim Abbau fing das Gebäude Feuer und brannte vollständig ab. 1940 erwarb die Samoset Corporation Mt. Kineo, doch die Geschäfte liefen schlecht.
Seit 2012 kämpft die Kineo Band of Malicites, ein Maliseet-Stamm, der auch als Moosehead Lake Indians bekannt war, um staatliche Anerkennung neben den vier bereits anerkannten Stämmen in Maine. Ein Teil des Kineo-Berges und möglicherweise die Sugar-Insel sollen als Stammesgebiet ausgewiesen werden. Die anerkannten Stämme sind die Aroostook Band of Micmacs, die Houlton Band of Maliseets, die Penobscot Nation und der Passamaquoddy Tribe. Sie sind von der Bundesregierung anerkannt, doch hat Maine bisher keinen einzigen Stamm anerkannt.

## Geographie
Die 11.000 km² umfassende Moosehead-Region umfasst das Quellgebiet des Kennebec, den westlichen Arm des Penobscot, den Piscataquis, den Pleasant und den Saint John River.
Der See liegt 312 m über dem Meeresspiegel und umfasst eine Fläche von 64 mal 16 km, was einer Fläche von 311 km² entspricht. Seine Uferlänge wird mit 640 km angegeben.
Größter Zufluss ist der Moose River, der östlich von Jackman durch den Long Pond in den Brassua Lake fließt, zweitgrößter der Roach River.

## Weblinks

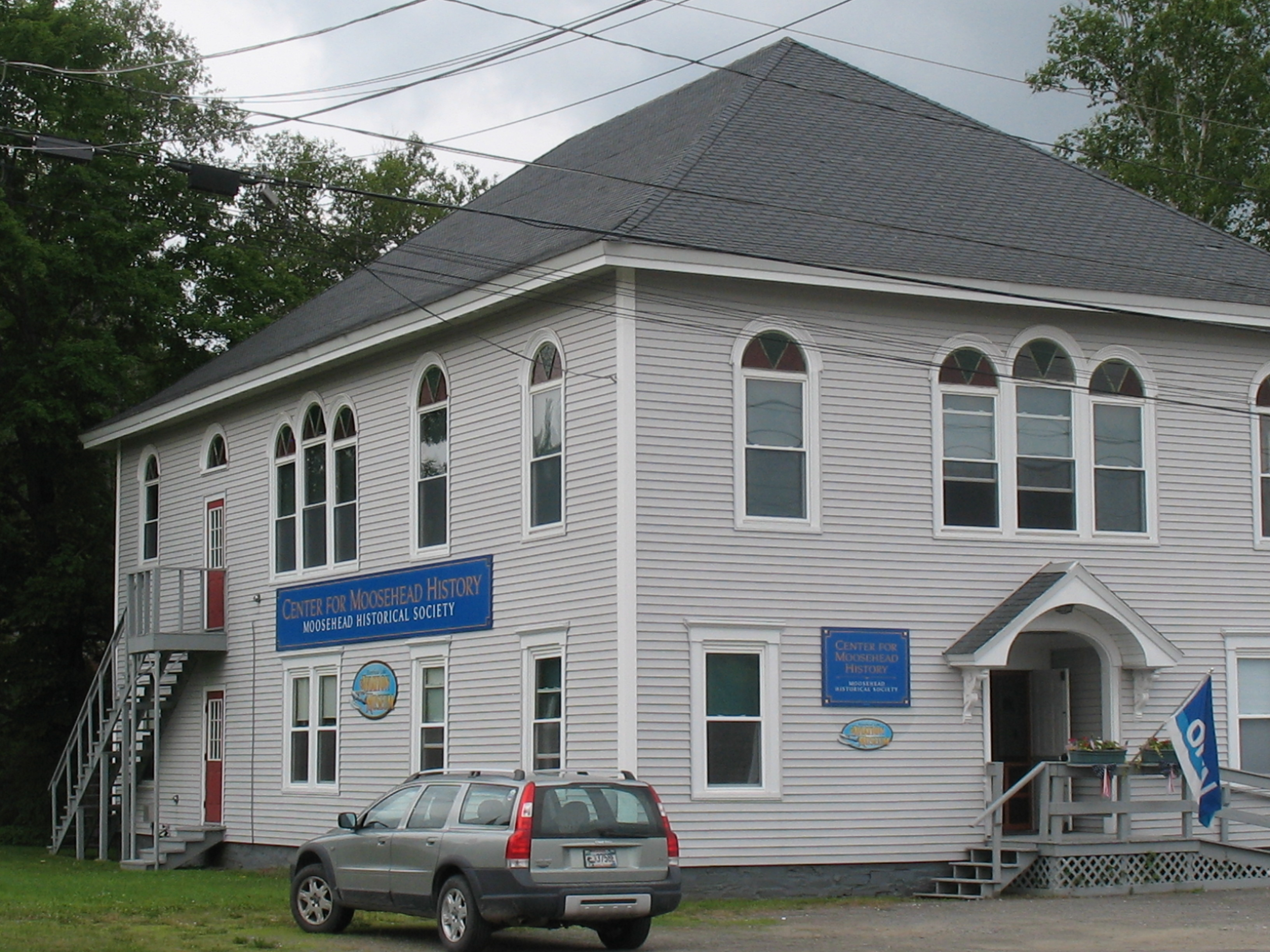
Das Gebäude der Moosehead Historical Society in Greenville am Moosehead Lake